# Paretroplus loisellei
Paretroplus loisellei é uma espécie de peixe da família Cichlidae. A espécie foi proposta como Paretroplus sp. nov. "Ventitry", sendo formalmente descrita em 2011.
É endémica de Madagáscar, onde pode ser encontrada na bacia do rio Mahanara ao norte de Sambava no noroeste da ilha. Os seus habitats naturais são: rios. Está ameaçada por perda de habitat. 